# Íbis-branco-americano
Íbis-branca-americana ou íbis-branco-americano (nome científico: Eudocimus albus) é uma espécie de ave pelicaniforme pertencente à família Threskiornithidae. Pode ser encontrado desde a Carolina do Norte até o norte do Peru, passando por todo o litoral do Caribe, preferindo regiões de manguezais. Nidifica por toda a região onde habita.
Essa espécie de íbis em particular tem tamanho médio e plumagem branca. Apresenta bico curvado de cor vermelha ou laranja vivo, tendo ainda pernas longas e asas negras que geralmente são visíveis apenas quando ela voa. Os machos são maiores e tem bicos mais longos que as fêmeas.